# Кэмерон Граймс
Тревор Ли Кэдделл (англ. Trevor Lee Caddell, род. 30 сентября 1993, Камерон, Северная Каролина) — американский рестлер, более известный под именем Кэмерон Граймс (англ. Cameron Grimes).
Он начал выступать на независимой сцене в 2009 году под именем Тревор Ли, в основном в Pro Wrestling Guerilla (PWG), где он был командным чемпионом PWG вместе с Эндрю Эвереттом. В 2015 году он начал работать в Impact Wrestling, где оставался в течение следующих 4 лет. Он стал трехкратным чемпионом икс-дивизиона Impact и однократным командным чемпионом мира чемпионом TNA вместе с Брайаном Майерсом.

## Титулы и достижения
- All American Wrestling
  - Чемпион наследия AAW (1 раз)[1]
  - Командный чемпион AAW (1 раз) — с Эндрю Эвереттом[2]
- Carolina Wrestling Federation Mid-Atlantic
  - Чемпион CWF Mid-Atlantic в тяжёлом весе (1 раз)[3]
  - Чемпион лиги восходящего поколения CWF Mid-Atlantic (1 раз)[4]
  - Командный чемпион CWF Mid-Atlantic (1 раз) — с Четом Стерлингом[5]
  - Телевизионный чемпион CWF Mid-Atlantic (2 раза)[6]
  - Чемпион PWI Ultra J (1 раз)[7]
  - CWF Annual Rumble (2017)[8]
  - Kernodle Brothers Tag Team Tournament (2018) — с Четом Стерлингом[9]
- OMEGA Championship Wrestling
  - Чемпион OMEGA в тяжёлом весе (1 раз)[10]
- Pro Wrestling Guerrilla
  - Командный чемпион мира PWG World Tag Team Championship (1 раз) — с Эндрю Эвереттом[11]
  - DDT4 (2015) — с Эндрю Эвереттом[12]
- Pro Wrestling Illustrated
  - № 61 в топ 500 рестлеров в рейтинге PWI 500 в 2016[13]
- Total Nonstop Action Wrestling / Impact Wrestling
  - Чемпион икс-дивизиона TNA / Impact (3 раза)[14]
  - Командный чемпион мира TNA (1 раз) — с Брайаном Майерсом[15]
  - Race for the Case (2017 — голубой кейс)[16]
- WWE
  - Североамериканский чемпион NXT (1 раз)[17]
  - Чемпион на миллион долларов (1 раз)[18]